# سینگاتس
سینگاتس (به صربی: Sinjac) یک منطقهٔ مسکونی در صربستان است که در بلا پالانکا واقع شده‌است. سینگاتس ۲۴۱ نفر جمعیت دارد.